# Gerard Ryle
Gerard Ryle (né en 1965) est un journaliste d'investigation irlando-australien qui a écrit sur des sujets tels que la politique, les scandales financiers et médicaux et la corruption policière. Depuis 2011, il est directeur du Consortium international des journalistes d'investigation, qui a publié des recherches sur l'évasion fiscale internationale et le blanchiment d'argent, citant les fuites des Panama Papers, Paradise Papers et Pandora Papers.

## Biographie
Gerard Ryle est né à Londres de parents irlandais. De Tralee, en Irlande, il travaille pour la presse irlandaise au début de sa carrière. Son arrière-grand-père, Maurice P Ryle, était également journaliste : il a été rédacteur en chef du Kerry People, puis a travaillé comme rédacteur en chef du Evening Herald et rédacteur en chef adjoint de l'Irish Independent.

## Carrière
Ryle a émigré de son Irlande natale vers l'Australie en 1988 et a travaillé pour les journaux possédé par le groupe Fairfax The Age et le Sydney Morning Herald. En 2007-2009, il a révélé les actions de Tim Johnston, qui avait trompé les gouvernements d'Australie, de Grande-Bretagne, de Russie et d'autres pays dans le cadre du scandale de la Firepower Pill.
En septembre 2011, il a été nommé directeur du Consortium international des journalistes d'investigation, un projet du Center for Public Integrity à Washington, DC, aux États-Unis.
En avril 2013, l'ICIJ a publié les Offshoreleaks, comprenant des dizaines de milliers de comptes bancaires offshore, dans lesquelles de nombreuses personnalités internationales de premier plan étaient impliquées, dont l'ex-épouse de Marc Rich, la famille régnante d'Azerbaïdjan, la fille d'Imelda Marcos., et le baron Elie de Rothschild. La fuite était la plus importante jamais enregistrée, faisant 160 fois la taille en gigaoctets du Cablegate de WikiLeaks en 2010. « Pour analyser les documents, l'ICIJ a collaboré avec des journalistes de The Guardian et de la BBC au Royaume-Uni, du Monde en France, du Süddeutsche Zeitung et du Norddeutscher Rundfunk en Allemagne, du Washington Post, de la Canadian Broadcasting Corporation (CBC) et de 31 autres partenaires médiatiques du monde entier. ». L'enquête de 15 mois a commencé lorsque Ryle a apporté à l'ICIJ un disque dur qu'il a reçu par courrier d'un informateur anonyme.
En 2014, il est nommé par Reporters sans frontières parmi les 100 héros de l'information dans le monde.

## Publications sélectionnées
- Firepower: The most spectacular fraud in Australian history Allen & Unwin, Sydney 2009.  (ISBN 978-1-74175-355-4)